# Indje Voivoda, Burgas
Indje Voivoda (în bulgară Индже Войвода) este un sat în comuna Sozopol, regiunea Burgas,  Bulgaria. 

## Demografie
Componența etnică a satului Indje Voivoda
     Bulgari (9,72%)
     Nicio identificare (90,27%)
     Altele (0%)
La recensământul din 2011, populația satului Indje Voivoda era de 185 locuitori. Nu există o etnie majoritară, locuitorii fiind  și bulgari (9,72%). Pentru 90,27% din locuitori nu este cunoscută apartenența etnică.